# The Bawleen
The Bawleen – zatoka (ang. bay) w kanadyjskiej prowincji Nowa Szkocja, w hrabstwie Halifax, na południowy zachód od zatoki Sheet Harbour; nazwa urzędowo zatwierdzona 5 marca 1953.